# جون بنسون
جون بنسون (بالإنجليزية: John Benson)‏ ، مدرب كرة قدم استكتلندي. ولد في أربروث في اسكتلندا في 23 ديسمبر 1942 وتوفي في 30 أكتوبر 2010. وهو درب نادي النصر الكويتي.